# 伊丽莎白·阿多
伊丽莎白·阿多（英語：Elizabeth Addo，1993年9月1日—），生于加纳阿克拉，女子足球运动员，司职前锋，目前效力于北卡罗来纳勇气。
2016年，阿多入围2015/2016年匈牙利足球女子甲级联赛年度最佳运动员奖的三名球员之一。